# Костева Пастиль
Костева Пастиль (укр. Костева Пастіль) — село в Великоберезнянской поселковой общине Ужгородского района Закарпатской области Украины.
Население по переписи 2001 года составляло 304 человека. Почтовый индекс — 89041. Телефонный код — 03135. Занимает площадь 11,82 км². Код КОАТУУ — 2120884003.